# M/M/1
M/M/1 – system kolejkowy, w którym rozkład czasu pomiędzy kolejnymi zgłoszeniami do systemu oraz rozkład czasu obsługi pojedynczego zgłoszenia są rozkładami wykładniczymi, istnieje jedno stanowisko obsługi i nieskończenie długa kolejka.